# Medaile za tažení v Kosovu
Medaile za tažení v Kosovu (anglicky Kosovo Campaign Medal) zkráceně KCM je vojenské vyznamenání ozbrojených sil Spojených států amerických založené roku 2000.

## Historie
Medaile byla založena výkonným nařízením prezidenta Billa Clintona Executive Order 13154 dne 3. května 2000. Udílena byla za službu v Kosovu v rozhodném období od 24. března 1999 do 31. prosince 2013.

## Pravidla udílení
Pro udělení medaile museli být vojáci či námořníci příslušníky jednotky účastnící se operace nebo operaci přímo podporující po dobu třiceti po sobě jdoucích dní v rozhodné oblasti nebo po dobu šedesáti dní na sebe nenavazujících. Při splnění některých zvláštních podmínek, nemuselo být pravidlo o délce služby splněno:
- zapojení se během operace do skutečného boje, nebo podstoupit službu s obdobnou mírou nebezpečí jako je bojová služba, bez ohledu na dobu či místo nasazení
- pokud utrpěl zranění vyžadující lékařskou evakuaci z operační oblasti
- pravidelný člen letové posádky podnikající výpady proti nepříteli v operační oblasti za přímé podpory vojenských operací

Medaile může být udělena příslušníkům amerických ozbrojených sil za účast na následujících bojových operací a vojenských taženích:
- Operace Spojenecká síla (Operation Allied Force) – od 24. března 1999 do 10. června 1999
- Operation Joint Guardian – od 11. června 1999 do 31. prosince 2013
- Operation Allied Harbor – od 4. dubna 1999 do 1. září 1999
- Operation Shining Hope – od 4. dubna 1999 do 10. července 1999
- Operation Noble Anvil – od 24. března 1999 do 20. července 1999

a Kosovo Task Forces:
- Hawk – od 5. dubna 1999 do 24. června 1999
- Saber – od 31. března 1999 do 8. července 1999
- Falcon – od 11. června 1999 do 1. listopadu 1999
- Hunter – od 1. dubna 1999 do 1. listopadu 1999

### Letecká kampaň v Kosovu
Nasazení v době od 24. března 1999 do 10. června v oblasti vzdušného prostoru celé Jugoslávie, včetně Kosova, dále Albánie, Makedonie, Bosny a Hercegoviny, Chorvatska, Maďarska, Rumunska, Řecka, Bulharska, Itálie a Slovinska a ve vzdušném prostoru nad vodami Jaderského a Jónského moře severně od 39. rovnoběžky. Mimo toto kritérium udělil ministr obrany William Cohen výjimku k udělení medaile plavidlům námořnictva účastnícím se tažení bez nutnosti nasazení po dobu třiceti dní nepřerušovaně. Těmito plavidly byly USS Norfolk, USS Miami, USS Boise, USS Albuquerque, USS Nicholson, USS Philippine Sea a USS Gonzalez.

### Obranná kampaň v Kosovu
Od 11. června 1999 do 31. prosince 2013 rozhodná oblast zahrnuje celou pevninu a vzdušný prostor Srbska včetně Kosova, Černé Hory, Albánie, Severní Makedonie a vodstvo a vzdušný prostor Jaderského moře do vzdálenosti 12 námořních mil od pobřežní linie Černé Hory, Albánie a Chorvatska.

## Popis medaile
Medaile kulatého tvaru je vyrobena z bronzu. Na přední straně jsou dvě hory s průsmykem před nimiž leží úrodné údolí. Ve spodní části je věnec složený ze dvou stylizovaných pšeničných snopů. Za horami vychází slunce. Nad sluncem je nápis na dvou řádcích KOSOVO CAMPAIGN. Stylizovaný věnec z obilí symbolizuje zemědělský charakter operační oblasti a její ekonomiku a symbolizuje základní lidská práva všech lidí na mír, bezpečí a prosperitu. Skalnatý terén, úrodné údolí i horský průsmyk odkazují na Dinárské hory, které byly dějištěm operace. Východ slunce symbolizuje úsvit nového věku jednoty a naděje, práva na svobodnou budoucnost, pokrok a harmonii, čímž by byly naplněny cíle NATO.
Na zadní straně je uprostřed mapa jugoslávské provincie Kosovo. Pod mapou je třícípá hvězdy. Pří vnějším okraji medaile je v kruhu nápis IN DEFENSE OF HUMANITY. Hvězda symbolizuje NATO a mapa oblast konfliktu.
Stuha se skládá zleva z širokého pruhu modré barvy, úzkých proužků v barvě červené, bílé a modré a širokého pruhu červené barvy.
Služební hvězdičky jsou udělovány za účast jak v letecké, tak obranné kampani. Dvě hvězdičky mohou být uděleny za dva oddělené služební turnusy přesahující 30 respektive 60 dní. Medaile je vždy udílena s jednou servisní hvězdičkou. Může být udělena i s insignií pro bojové operace Fleet Marine Force pro kvalifikované příslušníky námořnictva přiřazené k jednotkám námořní pěchoty během bojového nasazení